# Wynn Bullock
Wynn Bullock (Chicago, 18 april 1902 – Monterey, 16 november 1975) was een Amerikaanse fotograaf wiens werk is opgenomen in meer dan 90 grote museumcollecties over de hele wereld. 

## Biografie
Vroege carrière
Bullock, geboren in Chicago, begon zijn carrière in de muziek en werd aangenomen als zanger bij de Music Box Revue van Irving Berlin. In het midden van de jaren twintig zette hij zijn carrière voort in Europa, daar deed hij stem studies en gaf hij concerten in Frankrijk en Italië. 
Tijdens zijn verblijf in Parijs raakte Bullock gefascineerd door het werk van de impressionisten en post-impressionisten. Hij ontdekte het werk van Man Ray en László Moholy-Nagy en ervoer een onmiddellijke affiniteit met fotografie, niet alleen als een kunstvorm die uniek is gebaseerd op licht, maar ook als een voertuig waardoor hij creatiever kon omgaan met de wereld. Hij kocht zijn eerste camera en begon foto's te maken.
Terugkeer naar de Verenigde Staten
Tijdens de Grote Depressie van de vroege jaren 1930 stopte Bullock zijn Europese reizen en vestigde zich in West Virginia om de belangen van het familiebedrijf van zijn eerste vrouw te beheren. Hij stopte professioneel met zingen, volgde een aantal pre-rechtencursussen aan de staatsuniversiteit en bleef fotograferen als hobby. In 1938 verhuisde hij en zijn gezin terug naar Los Angeles en ging hij studeren aan de rechtenfaculteit van de University of Southern California (USC), waar zijn moeder Georgia Bullock (eerste vrouwelijke jurist van Californië)  rechten had gestudeerd. Na enkele weken verliet hij, ontevreden, de USC en werd een student fotografie aan de nabijgelegen Art Center School.
Van 1938 tot 1940 verdiepte Bullock zich in diverse alternatieve fotografieprocessen zoals solarisatie en bas-reliëf. Na zijn afstuderen werd zijn experimentele werk tentoongesteld in een van de eerste solo-fototentoonstellingen van het L.A. County Museum.  
In de vroege jaren 40 werkte hij als commercieel fotograaf en trad vervolgens in dienst bij het leger. Hij werd vrijgesteld uit het leger om te fotograferen voor de vliegtuigindustrie. Eerst was hij werkzaam bij Lockheed en leidde vervolgens de fotografische afdeling van Connors-Joyce tot het einde van de Tweede Wereldoorlog. 
Hertrouwd en met een nieuwe dochter reisde Bullock van 1945 tot 1946 door heel Californië, waar hij ansichtkaarten produceerde en verkocht, terwijl hij mede-eigenaar was van een commercieel fotobedrijf in Santa Maria. Hij werkte ook aan het ontwikkelen van een manier om het lijneffect van solarisatie te controleren waarvoor hij later twee octrooien kreeg toegewezen. In 1946 vestigde hij zich met zijn gezin in Monterey, waar hij de fotografische concessie op de militaire basis van Fort Ord had verkregen, die hij zou behouden tot 1959. Tot 1968 zou Bullock zich ook bezig houden met commercieel freelance-werk.
Bullock en Weston
Een belangrijk keerpunt in het leven van Bullock als creatief fotograaf vond plaats in 1948, toen hij Edward Weston ontmoette. Geïnspireerd door de kracht en schoonheid van Weston's afdrukken, begon hij zelf  pure fotografie te verkennen. Gedurende de jaren 1950 wijdde hij zich aan het ontwikkelen van zijn eigen visie en het leggen van diepe, directe verbindingen met de natuur. Hij bestudeerde thema's uit de natuurkunde, algemene semantiek, filosofie, psychologie, oosterse religie en kunst. Bullock bestudeerde het werk van mensen als Einstein, Korzybski, Whitehead, Bertrand Russell, LaoTzu en Klee.
The Family of Man
In het midden van de jaren 1950 kwam Bullock's kunstenaarschap in de publieke belangstelling toen Edward Steichen twee van zijn foto's koos om op te nemen in de tentoonstelling The Family of Man van 1955 in het Museum of Modern Art. De foto Child in Forest werd een van de meest memorabele afbeeldingen van de tentoonstelling.
Kleurlicht abstracties
Begin jaren 1960 richtte Bullock zich op de kleurfotografie en op werken die hij kleurlicht abstracties noemde. Voor hem vertegenwoordigden deze foto's een diepgaande verkenning van het licht, waaruit zijn overtuiging bleek dat licht een grote kracht is in de kern van alle wezen, 'misschien', zoals hij zei, 'de meest diepgaande waarheid in het universum'. 
Hoewel hij enorm enthousiast was over dit werk, bleek het zijn tijd ver vooruit te zijn in termen van beschikbare middelen om het te reproduceren, en het bleef grotendeels onbekend voor bijna 50 jaar. In 2008 begonnen de erven van Wynn Bullock met het maken van hoge-resolutie scans van zijn oorspronkelijke 35 Kodachrome-dia's en het produceren en publiceren van deze beelden.
Docent
Gedurende zijn carrière was Bullock actief als docent. Bullock gaf geavanceerde fotografiecursussen aan het Institute of Design in Chicago tijdens de sabbatical van Aaron Siskind en aan het San Francisco State College op uitnodiging van John Gutmann. Hij was gastinstructeur voor de Yosemite Workshops van Ansel Adams. Gedurende de jaren 1960 en vroege jaren 1970 gaf hij veel lezingen, leidde hij fotografische workshops en nam hij deel aan vele seminars en symposia over verschillende onderwerpen in de fotografie.

## Erkenning
Bullock verkreeg octrooien in de VS, Canada en Groot-Brittannië voor een "Photographic Process for Producing Line Image" in de late jaren 1940. Hij kreeg een tweede Amerikaans patent op de "Methods and Means for Matching Opposing Densities in Photographic Film" in de vroege jaren 1950. 
In 1957 werd hij geëerd met een medaille van de Salon of International Photography en in de jaren zestig ontving hij verschillende prijzen van verschillende professionele fotografische organisaties. In 1968 werd Bullock een beheerder en voorzitter van het tentoonstellingscomité tijdens de vormende jaren van Friends of Photography in Carmel, Californië.
Samen met Ansel Adams, Harry Callahan, Aaron Siskind en Frederick Sommer werd hij onderdeel van de oprichtersgroep van fotografen wier archieven in 1975 het Center for Creative Photography aan de Universiteit van Arizona oprichtten.

## Publicaties
- The Photograph as Symbol. Artichoke Press, Palo Alto, 1976

- Bibsys: 90521593
- Bibliothèque nationale de France: cb13562796z (data)
- CiNii: DA14276360
- Gemeinsame Normdatei: 119292505
- International Standard Name Identifier: 0000 0001 2138 2317
- Library of Congress Control Number: n50040464
- Bibliotheek van het Japanse parlement: 00434775
- National Gallery of Victoria: 2159
- Nationale Bibliotheek van Tsjechië: xx0174462
- Nationale bibliotheek van Australië: 35023611
- Nationale Bibliotheek van Israël: 987007405806805171
- Nationale en Universitaire bibliotheek Zagreb: 000405699
- Nederlandse Thesaurus van Auteursnamen: 070358567
- PIC: 1995
- Réseau des bibliothèques de Suisse occidentale: 02-A003056657
- RKD-Nederlands Instituut voor Kunstgeschiedenis: 247122
- Istituto Centrale per il Catalogo Unico: CFIV149667
- SNAC: w6sp39hf
- Système universitaire de documentation: 052545660
- Union List of Artist Names: 500124373
- Virtual International Authority File: 69096486
- WorldCat: E39PBJjt63BYdhFV9vpk73cpT3